# Круглиха (Молоковский район)
Круглиха — деревня в Молоковском муниципальном округе Тверской области России. До 2021 года входила в состав ныне упразднённого Молоковского сельского поселения.

## География
Деревня находится в северо-восточной части Тверской области, в зоне хвойно-широколиственных лесов, на левом берегу реки Могочи, на расстоянии примерно 7 километров (по прямой) к юго-западу от Молокова, административного центра округа. Абсолютная высота — 149 метров над уровнем моря.

### Климат
Климат характеризуется как умеренно континентальный. Среднегодовая температура воздуха — 3,2 °C. Средняя температура воздуха самого холодного месяца (января) — −10,7 °C (абсолютный минимум — −52 °C), средняя температура самого тёплого (июля) — 17,1 °С (абсолютный максимум — 35 °С). Годовое количество атмосферных осадков составляет около 650 мм, из которых большая часть выпадает в тёплый период. Снежный покров держится в течение 157—160 дней.

### Часовой пояс
Деревня Круглиха, как и вся Тверская область, находится в часовой зоне МСК (московское время). Смещение применяемого времени относительно UTC составляет +3:00.

## Население
| 2008 | 2010 |
| ---- | ---- |
| 1    | ↘0   |

### Национальный состав
Согласно результатам переписи 2002 года, в национальной структуре населения русские составляли 100 % из 2 чел.